# Шарли на Марни
Шарли на Марни (фр. Charly-sur-Marne) насеље је и општина у североисточној Француској у региону Пикардија, у департману Ен (Пикардија) која припада префектури Шато Тјери.
По подацима из 2011. године у општини је живело 2711 становника, а густина насељености је износила 132,12 становника/km². Општина се простире на површини од 20,52 km². Налази се на средњој надморској висини од 63 метара (максималној 211 m, а минималној 57 m).

## Демографија
| 1962. | 1968. | 1975. | 1982. | 1990. | 1999. | 2011. |
| ----- | ----- | ----- | ----- | ----- | ----- | ----- |
| 1.658 | 1.974 | 2.055 | 2.395 | 2.475 | 2.769 | 2.711 |

График промене броја становника у току последњих година